# آنا هوتشيسون
آنا هوتشيسون (بالإنجليزية: Anna Hutchison)‏ هي ممثلة نيوزلندية، ولدت في 8 فبراير 1986 بأوكلاند في نيوزيلندا.

## أعمال

### أفلام
- (2012) كوخ الغابة[6]

لعبت دور ليتا في مسلسل سبارتكوس

## ترشيحات
- Logie Award for Most Outstanding Newcomer [الإنجليزية]‏ (2010)

## وصلات خارجية
- آنا هوتشيسون على موقع IMDb (الإنجليزية)
- آنا هوتشيسون على موقع ألو سيني (الفرنسية)
- آنا هوتشيسون على موقع أول موفي (الإنجليزية)
- آنا هوتشيسون على موقع قاعدة بيانات الأفلام السويدية (السويدية)
- آنا هوتشيسون على موقع قاعدة بيانات الفيلم (الإنجليزية)
- آنا هوتشيسون على موقع كينوبويسك (الروسية)